# Ptychadena perreti
Ptychadena perreti es una especie  de anfibios de la familia Ranidae.

## Distribución geográfica
Se encuentra en Camerún, República Centroafricana, República del Congo, República Democrática del Congo, Gabón y, posiblemente, en Angola y Guinea Ecuatorial.